# Druga Liga Prizreńska
Druga Liga Prizreńska – kolaboracyjna organizacja kosowskich Albańczyków podczas II wojny światowej.
Druga Liga Prizrenu powstała 16 września 1943 r. w Kosowie, południowym regionie Serbii, zamieszkanym w znacznym stopniu przez ludność albańską. Jednym z jej głównych założycieli był Xhafer Deva, działacz nacjonalistycznego ugrupowania Balli Kombetar. Nawiązywała ona do tradycji Ligi Prizreńskiej (Lidhja e Prizrenit) z 1878 r., walczącej o niepodległość Kosowa. Podstawowym zadaniem organizacji było doprowadzenie do unifikacji etnicznych obszarów albańskich, jak Kosowo, Metochia, Tetovo czy Debar z Albanią i utworzenie tzw. Wielkiej Albanii. Działania dążące do tego zostały zapoczątkowane jeszcze w 1939 r. po zajęciu Albanii przez wojska włoskie. Wielu nacjonalistycznych działaczy albańskich próbowało przekonać władze faszystowskich Włoch do poparcia idei Wielkiej Albanii. Utworzono wówczas tzw. Batalion Ljuboten. 
Po ogłoszeniu 3 września 1943 r. rozejmu przez Włochy Albańczycy skierowali się ku Niemcom, którzy przejęli okupację Kosowa. Bedri Pejani, jeden z głównych działaczy ruchu nacjonalistycznego, wystosował 19 marca 1944 r. pismo do Reichsführera SS Heinricha Himmlera z propozycją utworzenia Wielkiej Albanii w zamian za służbę Albańczyków dla niemieckich sił okupacyjnych. W odpowiedzi H. Himmler wydał rozkaz formowania dwóch dywizji Waffen-SS złożonych z etnicznych Albańczyków z Kosowa oraz obiecał wsparcie dla działalności Drugiej Ligi Prizreńskiej. Na jej czele stanął właśnie B. Pejani, zaś przewodniczącym komitetu centralnego został Rexhep Mitrovica. Liczyła ona ok. 15 tys. członków. Głoszono hasła antykomunistyczne, nacjonalistyczne, antydemokratyczne, antyserbskie i antyprawosławne. Poglądy wielu członków przybierały wręcz postać faszystowską. Otwarcie kolaborowano z Niemcami, zasilając różne jednostki policyjne i paramilitarne. Uwieńczeniem tego było utworzenie w kwietniu 1944 r. 21 Dywizji Górskiej SS „Skanderbeg”, w skład której weszło ok. 6,5 tys. Albańczyków, w tym 2/3 z Kosowa, obciążanej odpowiedzialnością za udział w czystkach etnicznych wśród serbskiej i żydowskiej ludności Kosowa i Metochii. Po wycofaniu się dywizji z tych regionów pod koniec sierpnia 1944 r., Liga zaczęła szybko tracić swoje wpływy. Jej działalność zakończyła się z chwilą zajęcia tych obszarów przez siły komunistyczne. Nowe władze wyłapywały i sądziły b. członków Ligi, skazując ich często na karę śmierci.